# Hold Your Fire
Hold Your Fire – dwunasty studyjny album kanadyjskiej grupy rockowej Rush. Płyta została poddana remasteringowi w 1997 roku.

## Lista utworów
1. "Force Ten" – 4:31
2. "Time Stand Still" – 5:09
3. "Open Secrets" – 5:38
4. "Second Nature" – 4:36
5. "Prime Mover" – 5:19
6. "Lock and Key" – 5:09
7. "Mission" – 5:16
8. "Turn the Page" – 4:55
9. "Tai Shan" – 4:15
10. "High Water" – 5:33

## Twórcy[4]
- Geddy Lee – gitara basowa, syntezator, śpiew
- Alex Lifeson – gitara
- Neil Peart – perkusja, instrumenty perkusyjne
- Aimee Mann – wokal wspierający w utworze "Time Stand Still", śmiech w utworze "Force Ten"

dodatkowo
- Andy Richards – dodatkowy keyboard
- Steven Margoshes – aranżacja orkiestry i dyrygent
- Glen Wexler – fotograf
- Jim Barton – dźwiękowiec
- Hugh Syme – dyrektor artystyczny

## Status płyty
| Kraj   | Organizacja | Sprzedaż                  |
| USA    | RIAA        | Złota płyta (500 000)     |
| Kanada | RIAA        | Platynowa płyta (100 000) |